# Иван Асен I
Вижте пояснителната страница за други личности с името Асен.
Ива̀н Асѐн I, наричан също Белгу̀н, в историографията срещан и като Иван I Асен, Иван Асен или само Асен, рядко Йоан Асен I или Йоан I Асен, е цар на България от 1190 до 1195 г. Властва заедно с брат си Петър, който продължава да царува една година след смъртта на Иван Асен I. Той е един от тримата братя от династията Асеневци, които поставят началото на Втората българска държава.

## Характер на Иван Асен I
Цар Иван Асен I е описван като действен, решителен и войнствен човек. На въпросните му държавнически качества се дължи и възобновяването независимостта на Второто българско царство. Изглежда неговият малък брат Калоян, е имал подобен нрав. Много от фактите за живота на Иван Асен I се съдържат в историографията на византийския историк Никита Хониат. От там става известно, че освен решителен тактик, Иван Асен е бил безжалостен към врага – Никита Хониат го описва като горд и самонадеян, а липсата на милосърдие, огненият нрав станали причина за гибелта на този важен за България владетел.

## Възстановяване на българската държава
През 1185 г. под ръководството на Асен и Теодор в Паристрион избухва въстание. Според Никита Хониат причина за избухване на въстанието е отказът на император Исак II Ангел да зачисли братята в прониатските списъци. Есента на 1185 и началото на 1186 г. са успешни за въстаниците. Император Исак II Ангел предприема няколко похода срещу българите. През 1187 г. при поредния поход е спрян при силната крепост Ловеч и след като обсадата не успява, е принуден да сключи мир. Това означава възобновяване на българската държава.

## Изграждане на независима българска църква
Една от първите задачи пред новите владетели е уреждането на църковния въпрос. Дотогава българските земи са под владението на Охридската архиепископия, но по право всяка независима държава следва да има и собствена църква. Така за църковен глава е избран презвитер Василий, който от своя страна коронясва Теодор за цар. За да подчертае приемствеността от Първото българско царство, Теодор приема династичното име Петър.

## Трети кръстоносен поход
През 1189 г. предвождани от Фридрих I Барбароса германски рицари повеждат Третия кръстоносен поход. Асен и Петър решават, че немският император може да узакони статута на България. Поради тази причина те на два пъти предлагат военна помощ срещу Византия (въпреки че през 1188 г. в Нюрнберг е подписан договор, уреждащ преминаването на кръстоносците през Византия; отношенията между двете страни са силно изострени), в замяна на което Фридрих Барбароса трябва да положи на главата на Петър IV короната на „гръцките императори“. Монархът отказва, а конфликтът с Византия е уреден по мирен път. По-важното е, че отново се вижда стремежът за равенство и дори превъзходство над Византийската империя, подобно на това при Симеон.

## Битката при Тревненския проход
През 1190 г. Исак II Ангел решава да заличи отново България от картата и предприема мащабен поход. Преминава през Стара планина и се насочва към Търновград. Двамата братя осъзнават, че не могат да се противопоставят на ромеите и напускат града. Те отиват при куманите за помощ. Освен това изпращат в лагера на византийците лъже-дезертьор, който казва, че към града пристигат множество кумански отряди. Тъй като не иска да се сражава с тях близо до Търново, императорът решава да се оттегли в Тракия. Докато армията му преминава през Тревненския проход, попада в устроена от българите засада и бива посечен. През 1190 г. след битката в Тревненския проход Петър предава реалната власт на брат си, като запазва титлата си, но се оттегля в Преслав. Формално в страната се установява двуцарствие, но на практика цялата власт се съсредоточава в ръцете на по-малкия брат.

## Военни действия в периода 1191 – 1196
През 1193 – 1194 г. български войски завземат Сердика и селищата по Горна Струма, а през следващата година и важните крепости Сяр, Струмица, Амфиполис и много други градове и села по Долна Струма и Беломорието. През 1195 г. цар Иван Асен I пренася мощите на Св. Йоан Рилски от София в Търновград. През 1194 – 1195 г. са разбити нахлулите войски на Бела III и от унгарско владичество са отвоювани Нишко, Поморавието, Белградската и Браничевската области.

## Смъртта на Иван Асен I
Иван Асен I става жертва на заговор – убит е от болярина Иванко, който прави и опит да узурпира българския престол, но не получава обещаната от Византия подкрепа. Византийският хронист Никита Хониат описва много подробно обстоятелствата около неговата смърт, като представя две обяснения за убийството на цар Асен от Иванко. Никита Хониат е съвременник на събитията и много добре свързан с управленските кръгове във Византия, затова вероятно и двата предложени мотива за действията на Иванко почиват на реални сведения и факти.

### Първо обяснение на Никита Хониат с личен мотив
Основна причина според него е немилосърдието и жестокостта на владетеля. Никита Хониат пише, че след превземането на Сяр в плен попада един свещеник. Свещеникът започва да моли Иван Асен да го пусне, показвайки че владее български език (Никита Хониат го нарича „влашки“, както нарича и самия владетел). Царят обаче отказва, казвайки, че е дал дума да не пуска на воля византиец (ромей) и смята, че византийците трябва да се убиват, понеже според него това е угодно на Бога. Със сълзи на очи свещеникът предрича, че тъй както Иван Асен I не е оказал милост на беден човек, близък до Бога (в качеството си на свещеник), така и Бог няма да му окаже милост, и че скоро ще да настъпи краят на живота му, при това от насилствена смърт като на човек, вадещ меч срещу другите. Предсказанието на свещеника, доколкото можем да се доверим на тази история от византийския хронист, се сбъдва с голяма точност.
Иванко, който е близък с царя и прилича на него по характер, има тайна връзка със сестрата на жена му. Когато царят разбира, той се разгневява и започва да се кара на благоверната си, защо не му е разкрила по-рано за това. С нетърпение Иван Асен I веднага разпорежда да призоват Иванко през нощта, а той от своя страна отговаря, че ще се появи на следващата сутрин. Обаче Иван Асен I разчита това като неуважение и заповядва повторно Иванко да се яви пред него без отлагане. Иванко веднага осъзнава за какво го вика Иван Асен I и се обръща за съвет към свои дворцови приятели и роднини. Те го съветват да препаше меч тайно в дрехата си. Ако Иван Асен I само смята да го упреква и да му наложи поносимо наказание, те го съветват да изтърпи мъжки и стоически, да поиска прошка и да се подчини на волята на самодържеца. Ако ли не, то да се защитава и да убие жестокия владетел.
Иванко така и постъпва. Веднага става ясно, че Иван Асен I явно няма намерение да му прощава, понеже в яростта си посяга към копието си. Иванко се оказва по-бърз и убива Иван Асен I. След смъртта му Иванко просто се възползва от ситуацията и завзел Търновград, търсейки помощ от Византия, с която да се противопостави на брата на убития цар – Петър.

### Второ обяснение на Никита Хониат и византийска връзка
Според второто обяснение у Никита Хониат Иванко бил подкупен от византийците чрез севастократор Исак, пленен след второто сражение при Сяр и починал в български затвор. Исак бил обещал на Иванко да му даде ръката на дъщеря си Теодора, родена от брака на севастократора с Анна Ангелина и падаща се така внучка на византийския император Алексий III Ангел. Това било придружено „с много други обещания“, дадени приживе от севастократора, чиято смърт настъпила известно време преди осъществяването на заговора.
Тази хипотеза на Никита Хониат донякъде се потвърждава от последвалите събития. След напускането на Иванко от Търново и бягството му в империята той предявява претенциите си към ръката на внучката на императора Теодора, обещана му от нейния баща севастократора. Император Алексий III Ангел първоначално отлага решението си поради невръстната възраст на Теодора, а впоследствие потвърждава обещанието, дадено от бащата на Теодора. Никита Хониат изрично споменава, че Теодора е била омъжена за Иванко някъде преди 1200 г. В крайна сметка императорът мами Иванко, който междувременно е преминал обратно на страната на българите при Калоян, като предателски го пленява по време на дипломатически преговори и го хвърля в тъмница.

## Брак и потомство
Дълго време българските историци смятат, че Иван Асен I има само един брак, с царица Елена (монахиня Евгения), от която има двама сина:
- Иван Асен II (* 1190, † 24 юни 1241), цар на България от 1218 г. до 1241 г.
- Севастократор Александър († 13 век).

При разкопки в средновековния град Червен обаче е намерен надгробен паметник, на който е изписано: „На...ден поставих кръст на жена си Мария, Асен цар на Търново...“ Този надпис заедно с Бориловия синодик, където Елена е спомената като „новата царица Елена“, доказва, че Мария е първата съпруга на цар Иван Асен I.